# Аруба на Светском првенству у атлетици на отвореном 2017.
Аруба је учествовала на Светском првенству у атлетици на отвореном 2017. одржаном у Лондону од 4. до 13. августа. Репрезентацију Арубе представљао је један такмичар који се такмичио у скоку удаљ,
На овом првенству Аруба није освојила ниједну медаљу, нити је било нових националних, ни личних рекорда.

## Резултати

### Мушкарци
| Атлетичар   | Дисциплина | Лични рекорд | Квалификације | Квалификације | Финале               | Финале  | Детаљи |
| Атлетичар   | Дисциплина | Лични рекорд | Резултат      | Место         | Резултат             | Место   | Детаљи |
| ----------- | ---------- | ------------ | ------------- | ------------- | -------------------- | ------- | ------ |
| Квинси Брил | Скок удаљ  | 7,72 НР      | 6,90          | 15. у гр. Б   | Није се квалификовао | 31 / 32 |        |